# Guilbaut Colas
Guilbaut Colas (* 18. Juni 1983 in Échirolles) ist ein ehemaliger französischer Freestyle-Skier. Er war auf die Buckelpiste-Disziplinen Moguls und Dual Moguls spezialisiert. 2011 wurde er Moguls-Weltmeister, in der Weltcupsaison 2010/11 entschied er sowohl die Gesamtwertung als auch die Moguls-Disziplinenwertung für sich.

## Biografie
Colas debütierte am 1. Dezember 2001 im Freestyle-Skiing-Weltcup und erreichte in Tignes den 13. Platz. Dies blieb in diesem Winter sein mit Abstand bestes Ergebnis. In der Saison 2002/03 klassierte er sich mehrmals unter den besten 20. Bei der Weltmeisterschaft 2003 in Deer Valley stieß er im Moguls-Wettbewerb überraschend bis auf den fünften Platz vor. Im Winter 2003/04 konnte er sich endgültig im Mittelfeld etablieren und erreichte als Fünfter in Špindlerův Mlýn das bisher beste Weltcupergebnis. In der Weltcupsaison 2004/05 erreichte er je zweimal den vierten und den fünften Platz, ebenfalls Vierter wurde er bei der Weltmeisterschaft 2005 in Ruka im Moguls-Wettbewerb.
Am 1. März 2006 stand Colas als Zweiter in Jisan erstmals auf dem Podest, zwei Wochen zuvor war er bei den Olympischen Winterspielen 2006 Zehnter geworden. Seinen ersten Weltcupsieg konnte Colas am 13. Januar 2007 in Deer Valley feiern. Hinzu kamen in diesem Winter drei weitere Podestplätze. Dies reichte in den Moguls- und Dual-Moguls-Disziplinenwertungen jeweils für den zweiten Platz, wobei er sich beide Male dem Australier Dale Begg-Smith geschlagen geben musste. Zum Abschluss der Saison gewann er bei der Weltmeisterschaft 2007 in Madonna di Campiglio die Dual-Moguls-Silbermedaille.
In der Saison 2007/08 gewann Colas zwei Weltcuprennen, wobei in der Disziplinenwertung wiederum nur Begg-Smith besser war. Weitere zwei Siege konnte er in der Saison 2008/09 feiern; trotz drei zusätzlichen Podestplätzen reichte es hinter dem Kanadier Alexandre Bilodeau erneut nur zum zweiten Platz in der Disziplinenwertung. Enttäuschend verlief die Weltmeisterschaft 2009 in Inawashiro mit einem zwölften Platz als bestem Ergebnis. In der Weltcupsaison 2009/10 gewann Colas drei Rennen und war nie schlechter als auf dem sechsten Platz klassiert, was für den zweiten Platz in der Disziplinenwertung reichte. Bei den Olympischen Winterspielen 2010 lag er nach der Qualifikation in Führung, fiel dann aber auf den sechsten Platz zurück.
Colas dominierte die Weltcupsaison 2010/11. Er gewann viermal und wurde dreimal Zweiter sowie zweimal Dritter. Bei der Weltmeisterschaft 2011 in Deer Valley konnte er seiner Favoritenrolle gerecht werden und gewann die Goldmedaille im Moguls-Wettbewerb. Im letzten Rennen der Saison sicherte er sich durch den Tagessieg in Myrdalen-Voss sowohl den erstmaligen Gewinn des Moguls-Disziplinenweltcups als auch den des Gesamtweltcups.
Colas beendete nach der Saison 2013/14 seine aktive Karriere.

## Erfolge

### Olympische Spiele
- Turin 2006: 10. Moguls
- Vancouver 2010: 6. Moguls

### Weltmeisterschaften
- Deer Valley 2003: 5. Moguls, 17. Dual Moguls
- Ruka 2005: 4. Moguls, 17. Dual Moguls
- Madonna di Campiglio 2007: 2. Dual Moguls, 7. Moguls
- Inawashiro 2009: 12. Moguls, 32. Dual Moguls
- Deer Valley 2011: 1. Moguls, 4. Dual Moguls

### Weltcupwertungen
- Saison 2006/07: 4. Gesamtweltcup, 2. Moguls-Weltcup, 2. Dual-Moguls-Weltcup
- Saison 2007/08: 6. Gesamtweltcup, 2. Moguls-Weltcup
- Saison 2008/09: 4. Gesamtweltcup, 2. Moguls-Weltcup
- Saison 2009/10: 4. Gesamtweltcup, 2. Moguls-Weltcup
- Saison 2010/11: 1. Gesamtweltcup, 1. Moguls-Weltcup

### Weltcupsiege
Colas errang bis jetzt 28 Podestplätze, davon 13 Siege:
| Datum             | Ort             | Land       | Disziplin   |
| ----------------- | --------------- | ---------- | ----------- |
| 13. Januar 2007   | Deer Valley     | USA        | Dual Moguls |
| 26. Januar 2008   | Mount Gabriel   | Kanada     | Moguls      |
| 1. März 2008      | Mariánské Lázně | Tschechien | Moguls      |
| 29. Januar 2009   | Deer Valley     | USA        | Moguls      |
| 31. Januar 2009   | Deer Valley     | USA        | Moguls      |
| 16. Januar 2010   | Deer Valley     | USA        | Moguls      |
| 21. Januar 2010   | Lake Placid     | USA        | Moguls      |
| 18. März 2010     | Sierra Nevada   | Spanien    | Moguls      |
| 15. Dezember 2010 | Méribel         | Frankreich | Dual Moguls |
| 22. Januar 2011   | Lake Placid     | USA        | Moguls      |
| 23. Januar 2011   | Lake Placid     | USA        | Moguls      |
| 20. März 2011     | Myrdalen-Voss   | Norwegen   | Dual Moguls |

### Weitere Erfolge
- 2 französische Meistertitel (2003, 2004)
- 1 Sieg im Europacup